# Pankotai Gábor
Pankotai Gábor (Szöllős, 1914. augusztus 11. – Sopron, 1997. szeptember 27.) magyar erdőmérnök, a mezőgazdasági tudományok kandidátusa, egyetemi tanár, az Erdészeti és Faipari Egyetem rektora.

## Élete
1914. augusztus 11-én született a ma Romániához tartozó Szöllősön, értelmiségi családban (apja uradalmi intéző volt). 1940-ben szerezte meg erdőmérnöki oklevelét, majd mint gyakornok, az egyetemének Erdőrendezéstani Tanszékére került. 1940 őszén tanársegédi beosztást kapott ugyanezen a tanszéken; 1940 decemberétől 1944 októberéig pedig a bustyaházai erdőigazgatóságon teljesített szolgálatot, mint a Taracközi Erdei Vasút üzemvezetője. A 144 kilométeres teljes hosszúságú kisvasút a háborús időben jelentős teher- és személyszállítást bonyolított le, ennek ellenére a fiatal szakember példaszerűen szervezte meg a vasút üzemeltetését.
A második világháború utolsó hónapjaiban – 1945. augusztus 20-ig – katonai szolgálatot teljesített, ezt követően 1948 augusztusáig a Pusztamaróti Erdészet vezetője lett. 1948–1950 között az Országos Tervhivatal erdészeti előadójaként tevékenykedett, majd az erdőgazdaságok központjának tervfőosztály vezetője lett. 1950 júniusától az Erdőrendezési Intézet főmérnöke volt, ahol többek közt az Erdőterv magját képező tervezőirodát is megszervezte.
Az 1950-es évek nagyobb részében, 1957 februárjáig tervezőmérnökként dolgozott, majd 1958 novemberéig az Országos Erdészeti Főigazgatóság osztályvezető-helyettes főmérnöke lett. 1958. október 21-étől az Erdőmérnöki Főiskola Erdészeti Szállítástani Tanszékének tanszékvezető egyetemi docensévé nevezték ki. 1962. január 25-én a mezőgazdasági (erdészeti) tudományok kandidátusa fokozatot szerezte meg.
Egyetemi tanárrá 1962. augusztus 12-én nevezték ki, Losonczi Pál akkori földművelésügyi miniszter 1962. július 31-i előterjesztése alapján, akkor már mint a főiskola Erdészeti Szállítástan Tanszékének vezetőjét. 1966-1969 között a közben egyetemmé szervezett intézmény rektora is volt, további három-három éven át pedig rektorhelyettesként és dékánként vett részt annak vezetésében.
Tanári pályafutása során új alapokra helyezte az erdészeti szállítástannal, erdőfeltárással és az erdészeti útépítéssel kapcsolatos tantárgyak oktatását; 1967-től átvette a vízgazdálkodástan oktatását is, melynek tananyagát ugyancsak korszerűsítette. Előadásainak anyagait számos publikációban adta közre, mint ahogy a gyakorlati munkásságával szerzett tapasztalataiból is sok cikket írt. 1975. december 31-én vonult nyugállományba, már mint a Soproni Egyetem tiszteletbeli doktora, élete utolsó éveit Hegykőn töltötte.

## Főbb művei
- Erdészeti szállítástan (tankönyv, Herpay Imrével közösen)

## Emlékezete
- Emlékét a Nyugat-Magyarországi Egyetem botanikus kertjében a főépület mögött mellszobra őrzi (Kutas László munkája, 2014).
- Sírja a hegykői temetőben található.